# Болотная мирмика

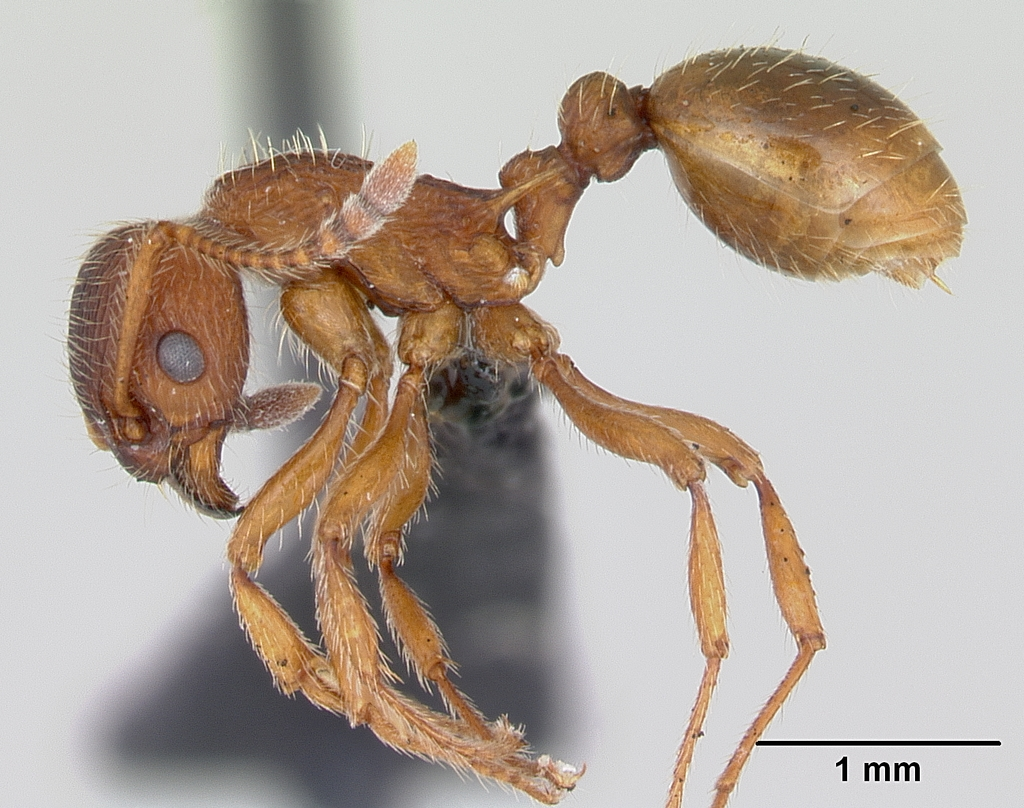
Рабочий сбоку

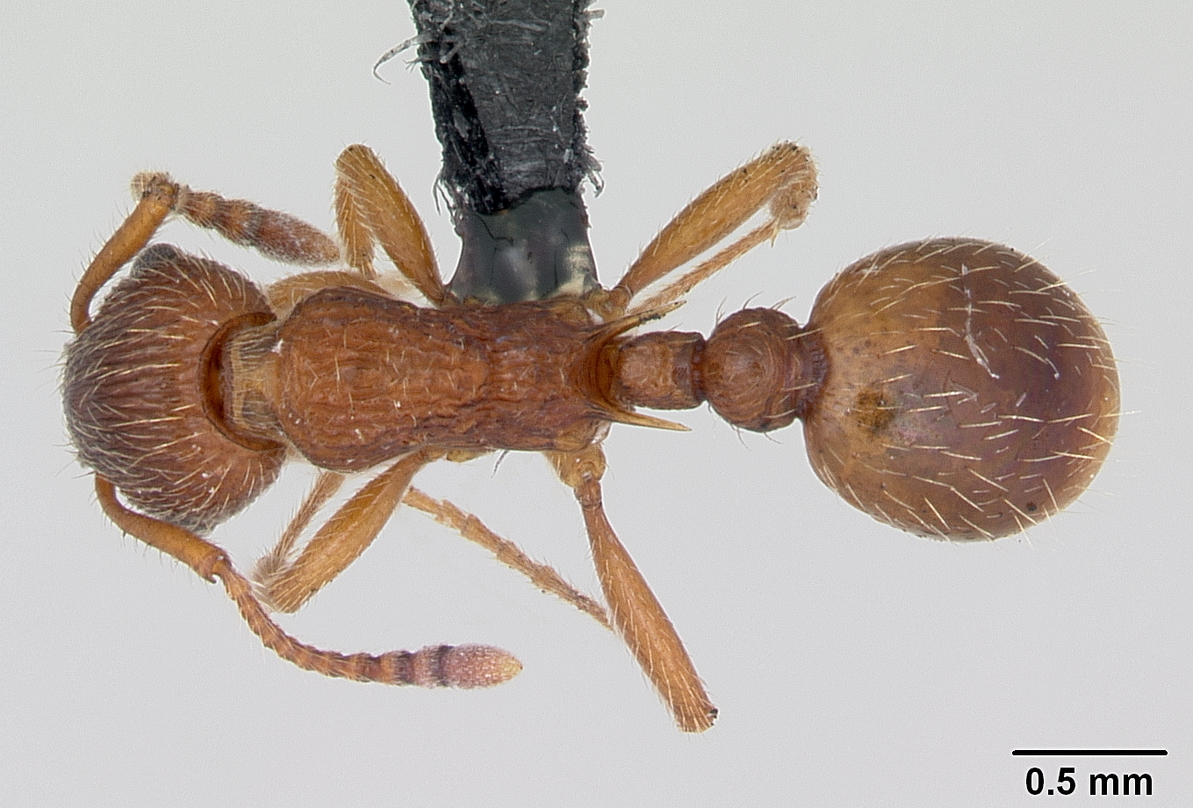
Рабочий сверху

Болотная мирмика (лат. Myrmica gallienii) — вид мелких муравьёв рода Myrmica (подсемейство мирмицины).
Включён в Красную книгу Нижегородской области. Также включён в списки редких и охраняемых животных в нескольких европейских странах: Германия (в статусе 3; в Северном Рейне-Вестфалии в статусе 3 и в Баварии — G), Финляндия (NT), Швеция (NT).

## Распространение
Европа (центральная, южная, восточная), на север до Дании и Швеции, на юго-восток до России (Западная Сибирь), Болгарии, Румынии и Грузии.

## Описание
Мелкие желтовато-оранжевые муравьи (голова темнее) длиной около 4 мм с длинными шипиками заднегруди. Стебелёк между грудкой и брюшком состоит из двух члеников: петиолюса и постпетиолюса (последний четко отделен от брюшка), жало развито, куколки голые (без кокона). Муравейники почвенные, с небольшими холмиками или без внешних построек (на песчаных почвах). Предпочитают влажные луга и побережья озёр и рек. В семьях несколько сотен рабочих муравьёв и несколько маток. Брачный лёт происходит в августе.

## Систематика
Близок к видам из видового комплекса Myrmica bergi-complex, входящего в состав группы Myrmica scabrinodis-group. Сходен с Myrmica rugulosa. Вид был впервые описан в 1920 году бельгийским энтомологом Жаном Бондруа (Jean Bondroit, 1882—1952) и назван в честь французского генерала Жозефа Симона Галлиени (Joseph Gallieni, 1849—1916). В русскоязычной литературе чаще упоминался как Myrmica jacobsoni (для Эстонии и Латвии), Myrmica limanica (для России и Украины), Myrmica limanica obensis (Западная Сибирь).